# Monoplacòfors
Els monoplacòfors (Monoplacophora) són una classe mol·luscs primitius dels quals es coneixen fòssils que daten del període Cambrià. Foren considerats extints fins que l'any 1952 es van trobar exemplars vius del gènere Neopilina a una fosa submarina a les costes de Costa Rica.
Des del descobriment de Neopilina l'any 1952 s'han recuperat més exemplars de monoplacòfors de diverses espècies però sempre en aigües profundes, entre 2.000 i 7.000 m de fondària. S'han recol·lectat espècies de Neopilina a l'oceà Pacífic Oriental, Oceà Atlàntic Meridional i Golf d'Aden.

## Taxonomia
Ordre Cyrtonellida †
Ordre Sinuitopsida †
Ordre Tryblidiida
- Família Laevipilinidae
  - Gènere Laevipilina J. H. McLean, 1979
    - Laevipilina antarctica Warén &i Hain, 1992
    - Laevipilina cachuchensis Urgorri, García-Alvarez i Luque, 2005
    - Laevipilina hyalina J. H. McLean, 1979
    - Laevipilina rolani Warén i Bouchet, 1990
    - Laevipilina theresae Schrödl, 2006
- Famíla Micropilinidae
  - Gènere Micropilina Warén, 1989
    - Micropilina arntzi Warén i Hain, 1992
    - Micropilina minuta Warén, 1989
    - Micropilina rakiura Marshall, 1998
    - Micropilina reingi Marshall, 2006
    - Micropilina tangaroa Marshall, 1992
    - Micropilina wareni Marshall, 2006
- Família Monoplacophoridae
  - Gènere Monoplacophorus Moskalev, Starobogatov i Filatova, 1983
    - Monoplacophorus zenkevitchi Moskalev, Starobogatov i Filatova, 1983
- Família Neopilinidae
  - Gènere Adenopilina Starobogatov & Moskalev, 1987
    - Adenopilina adenensis (Tebble, 1967)

  - Gènere Neopilina H. Lemche, 1957
    - Neopilina bruuni Menzies, 1968
    - Neopilina galatheae Lemche, 1957
    - Neopilina rebainsi Moskalev, Starobogatov i Filatova, 1983

  - Gènere Rokopella Starobogatov i Moskalev, 1987
    - Rokopella brummeri Goud i Gittenberger, 1993
    - Rokopella capulus Marshall, 2006
    - Rokopella euglypta (Dautzenberg i Fischer, 1897)
    - Rokopella goesi (Warén, 1988)
    - Rokopella oligotropha (Rokop, 1972)
    - Rokopella segonzaci Warén i Bouchet, 2001

  - Gènere Veleropilina Starobogatov i Moskalev, 1987
    - Veleropilina reticulata (Seguenza, 1876)
    - Veleropilina veleronis (Menzies i Layton, 1963)
    - Veleropilina zografi (Dautzenberg i Fischer, 1896)

  - Gènere Vema (Clarke i Menzies, 1959)
    - Vema bacescui (Menzies, 1968)
    - Vema ewingi (Clarke i Menzies, 1959)
    - Vema levinae Waren, 1996
    - Vema occidua Marshall, 2006